# Фаррер, Реджинальд
Реджинальд Фаррер (англ. Reginald John Farrer, 17 февраля 1880 — 17 октября 1920) — английский путешественник и коллекционер растений. Он опубликовал ряд книг, самая известная из которых «My Rock Garden» («Мой скалистый сад»). Он путешествовал по Азии в поисках разнообразных растений, многие из которых он привез в Англию и посадил возле своего дома в селе Клепем, Северный Йоркшир.

## Биография
Фаррер родился в Лондоне в хорошо обеспеченной семье, впоследствии проживал в Клепеме, Северный Йоркшир, Англия. Из-за расстройства речи и многочисленных операций на нёбе, он получил образование в домашних условиях. В этот период он заинтересовался гористыми местностями и горными растениями. В десятилетнем возрасте он был достаточно квалифицированным ботаником. В 14 лет он сделал свой первый альпинарий в заброшенном карьере.
Он поступил в Оксфордский университет в возрасте 17 лет и закончил его в 1902 году. Во время своего обучения там он помог сделать сад камней в колледже Сент-Джонс, Оксфорд. В 1902 году Фаррер провел первую из своих экспедиций в Восточную Азию, посетил Китай, Корею и Японию. Экспедиция продолжалась в течение восьми месяцев и под влиянием вкусов и традиций японского садоводства он развил свои взгляды на дизайн сада камней, в котором натурализм вытесняет формальную искусственность и где альпийские растения растут в среде, близкой к природной. Эти путешествия привели к написанию книги «Сад Азии» (1904 г.).
Фаррер много путешествовал по горам Италии, Франции и Швейцарии, вместе с коллегами садоводами, в том числе с Эдвардом Боулзом. В 1907 году он также посетил Шри-Ланку.
В 1914 году Фаррер вместе с Уильямом Пердомом провел экспедицию в Тибет и провинцию Ганьсу. Они нашли там много образцов растений, которые пополнили британские сады. Эти два года изучения и сбора растений Фаррер описал в издании «On the Eaves of the World» (в 2-х томах) (1917) и в изданном посмертно «The Rainbow Bridge» (1921).
Последнее путешествие Фаррер провел в горах Верхней Бирмы вместе с компаньоном E. H. M Коксом, который описал поездку в книге «Farrer’s Last Journey, Upper Burma 1919-20» («Последнее путешествие Фаррера, Верхняя Бирма 1919-20»). Эта экспедиция оказалась менее успешной, чем предыдущие, из-за того, что климат бирманских гор имел меньше общего с британским, чем в Ганьсу.
Фаррер отправил шотландскому ботанику Айзеку Бальфуру для Королевского ботанического сада Эдинбурга собственные ботанические иллюстрации вместе с полевыми заметками, ботаническими образцами и семенами, которые он собрал.
Фаррер умер в 1920 году в горах на бирманско-китайской границе, похоронен в Бирме.

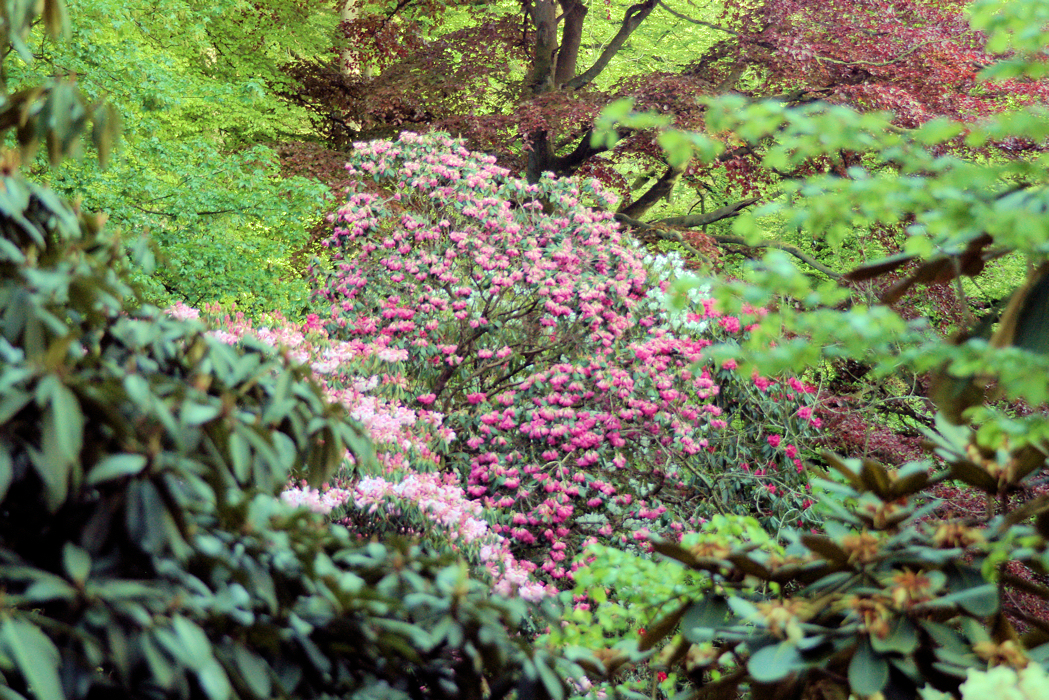
Рододендроны, которые коллекционировал Фаррер, и сегодня растут в окрестностях Клепема

Фаррер привез экзотические растения из Азии, которые могут расти в природных условиях Великобритании. Это растения не только для богатых, которые могут позволить себе дорогие оранжереи и лично садоводы.

## Отдельные публикации
- «The Garden of Asia» (1904)
- «My Rock Garden» (1907)
- «In Old Ceylon» (1908)
- «Alpines and Bog Plants» (1908)
- «In a Garden Yorkshire» (1909)
- «Among the Hills» (1910)
- «The English Rock-Garden: Volumes 1 and 2» (1913)
- «The Dolomites: King Laurin’s Garden» (1913)
- «On the Eaves of the World» (1917)
- «The Rainbow Bridge» (1921)
- «Mimpish Squinnies» (2007)

## Растения, названные в честь Фаррера
- «Allium farreri» Stearn
- «Amitostigma farreri»
- «Bulbophyllum farreri»
- «Codonopsis farreri»
- «Cypripedium farreri»
- «Gentiana farreri»
- «Geranium farreri»
- «Picea farreri»
- «Rosa farreri»
- «Viburnum farreri»